# Лодж-Поул (Монтана)
Лодж-Поул (англ. Lodge Pole) — переписна місцевість (CDP) в США, в окрузі Блейн штату Монтана. Населення — 294 особи (2020).

## Географія
Лодж-Поул розташований за координатами 48°1′38″ пн. ш. 108°33′6″ зх. д. / 48.02722° пн. ш. 108.55167° зх. д. (48.027234, -108.551734).  За даними Бюро перепису населення США в 2010 році переписна місцевість мала площу 34,68 км², уся площа — суходіл.

## Демографія
Згідно з переписом 2010 року, у переписній місцевості мешкало 265 осіб у 74 домогосподарствах у складі 62 родин. Густота населення становила 8 осіб/км².  Було 90 помешкань (3/км²).
Расовий склад населення:
| - 97,0 % — корінних американців - 2,6 % — білих |

До двох чи більше рас належало 0,4 %. Частка іспаномовних становила 1,9 % від усіх жителів.
За віковим діапазоном населення розподілялося таким чином: 42,3 % — особи молодші 18 років, 52,4 % — особи у віці 18—64 років, 5,3 % — особи у віці 65 років та старші. Медіана віку мешканця становила 21,3 року. На 100 осіб жіночої статі у переписній місцевості припадало 97,8 чоловіків;  на 100 жінок у віці від 18 років та старших — 93,7 чоловіків також старших 18 років.
Середній дохід на одне домашнє господарство  становив 36 470 доларів США (медіана — 28 173), а середній дохід на одну сім'ю — 35 403 долари (медіана — 26 250). За межею бідності перебувало 46,4 % осіб, у тому числі 70,2 % дітей у віці до 18 років та 0,0 % осіб у віці 65 років та старших.
Цивільне працевлаштоване населення становило 98 осіб. Основні галузі зайнятості: публічна адміністрація — 21,4 %, освіта, охорона здоров'я та соціальна допомога — 19,4 %, сільське господарство, лісництво, риболовля — 16,3 %.